# Gütenbach (Wien)
Der Gütenbach ist ein Bach in den Wiener Gemeindebezirken Hietzing und Liesing. Er ist ein Zubringer des Liesingbachs.

## Verlauf
Der Gütenbach hat eine Länge von 6930 m und weist ein Gefälle von 33 ‰ auf. Sein Einzugsgebiet ist 8,7 km² groß.
Der Bach entspringt an den Hängen des Dreihufeisenbergs im Naturschutzgebiet Lainzer Tiergarten im 13. Gemeindebezirk Hietzing. Seine zumeist trockenen Zubringer im Oberlauf sind stark verästelt oder in schmale Schluchten gestreckt. Das Kerbtal des Oberlaufs wird im Mittellauf zu einem Sohlental, in dem sich Mäander bilden.
Der Gütenbach verlässt den Lainzer Tiergarten durch einen vergitterten Mauerdurchlass beim Gütenbachtor. Er verläuft nun durch das Wald- und Wiesengebiet des Bezirksteils Kalksburg des 23. Gemeindebezirks Liesing, das zum Landschaftsschutzgebiet Liesing gehört. Linksseitig mündet der Kaisergraben in den Bach. Die II. Wiener Hochquellenleitung quert den Gütenbach in einem Düker. In seinem Unterlauf fließt der Bach durch besiedeltes Gebiet. Er verlässt die Flyschzone und erreicht die Nördlichen Kalkvoralpen. Er mündet schließlich linksseitig in den Liesingbach.
Der Gütenbach führt das ganze Jahr über Wasser. Sein mittlerer Abfluss (MQ) beträgt 0,06 m³/s. Bei starken Regenfällen kann seine Wasserführung schlagartig ansteigen. Bei einem Jahrhunderthochwasser (HQ100) werden 25,3 m³/s erreicht. Beim Gütenbach besteht eine im Wiener Vergleich hohe, wenn auch nicht sehr hohe Gefahr von Überflutungen. Im Fall eines Jahrhunderthochwassers sind in geringem Ausmaß Infrastruktur und in höherem Ausmaß Wohnbevölkerung betroffen.

## Geschichte
Der Gütenbach wird als eine der möglichen Quellen für die ehemalige römische Wasserleitung zum Legionslager Vindobona am Oberlauf der Liesing betrachtet. Konkrete Funde oder andere Belege gibt es dafür jedoch nicht.
Für den Gütenbach waren überwiegend keine größeren menschlichen Eingriffe zu verzeichnen. Dies gilt jedoch nicht für seinen Mündungsbereich. Hier befand sich bereits im 18. Jahrhundert ein Wehr, bei dem ein Mühlbach ausgeleitet wurde. Dieser Mühlbach führte nach seiner Verlängerung mittels eines Aquädukts über den Gütenbach. Um 1912 wurde der Gütenbach bei regulärer Wasserführung vollständig in den Mühlbach eingeleitet. Eine Begradigung und harte Verbauung des Mündungsabschnitts, bei einer direkten Mündung in den Liesingbach, wurde bis 2010 realisiert. Eine Renaturierung dieses Abschnitts wurde 2016 abgeschlossen. Dabei wurden unter anderem die Pflasterung im Bachbett entfernt, Flachwasserbereiche eingerichtet und neue Bäume gepflanzt.

## Ökologie

Wiesen im Gütenbachtal
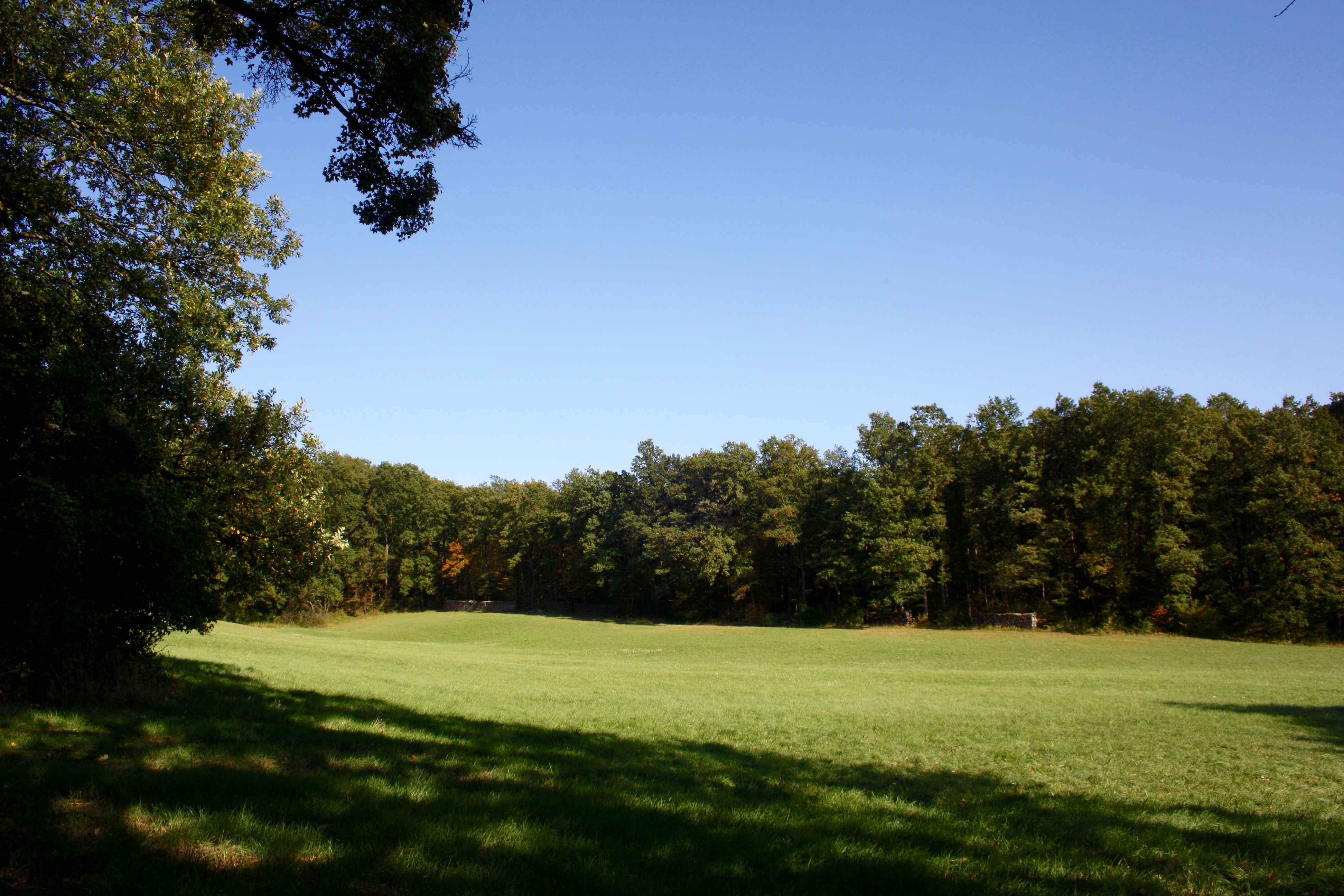
Auerwiese
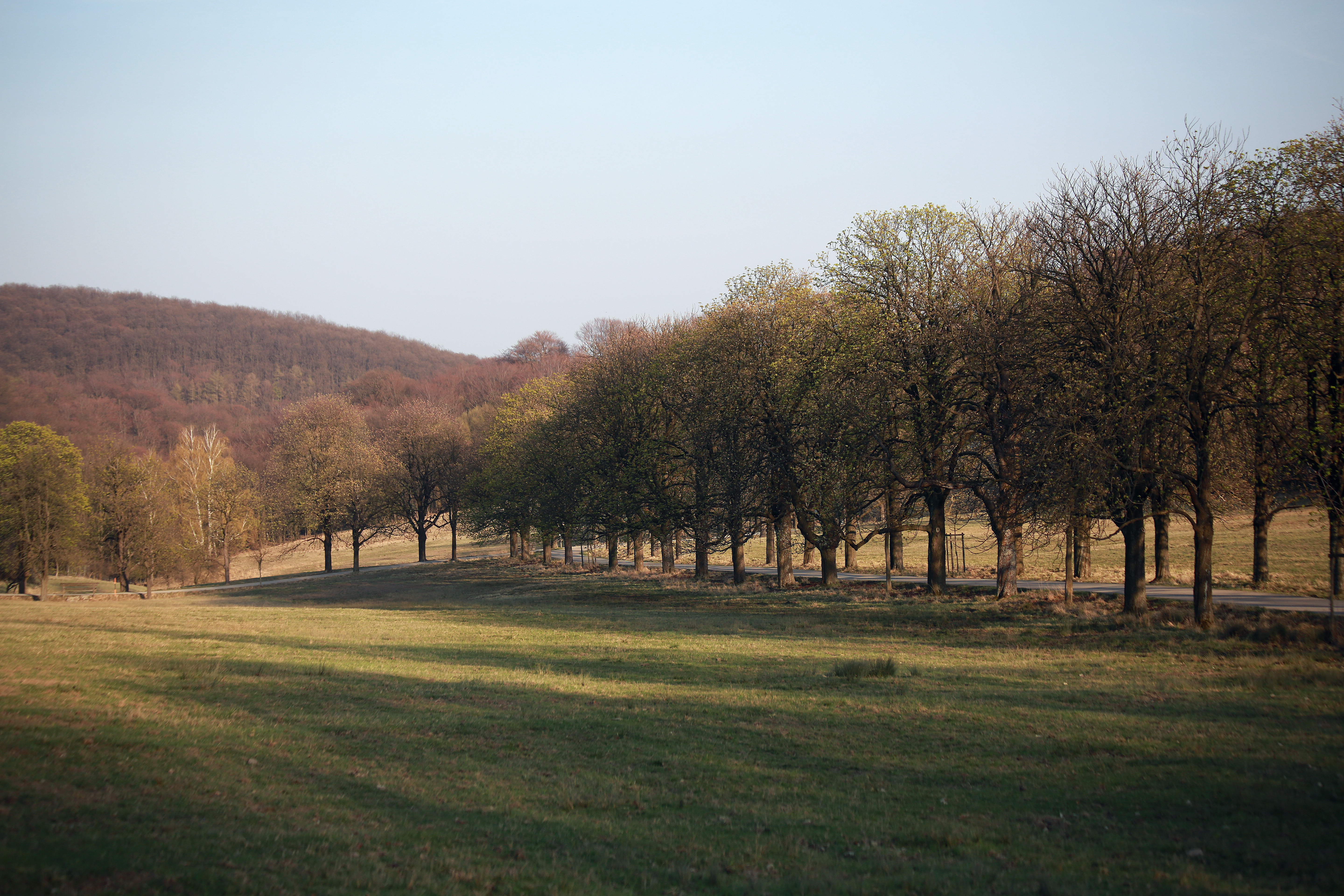
Dianawiese
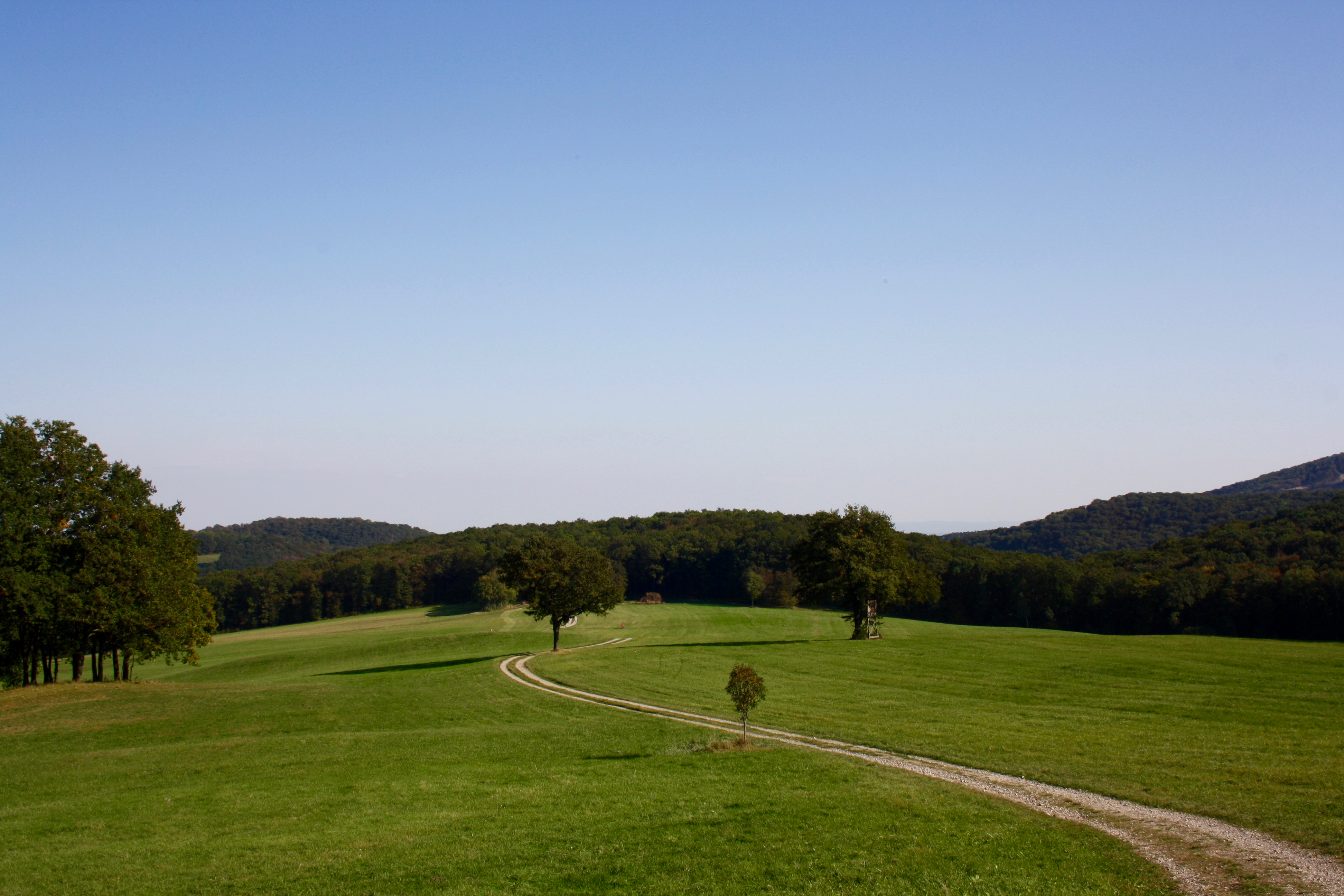
Eichwiese
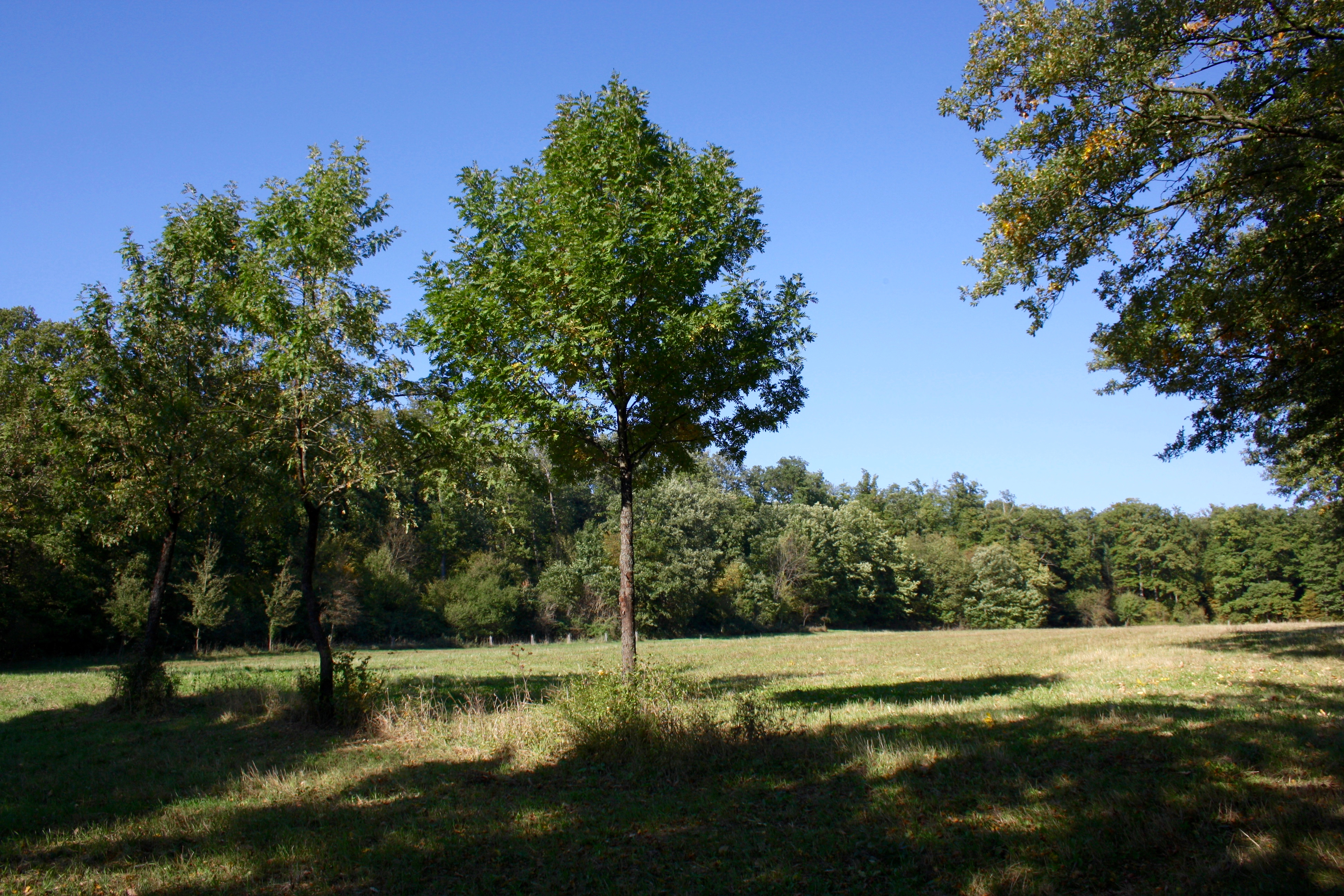
Gemeindewiese
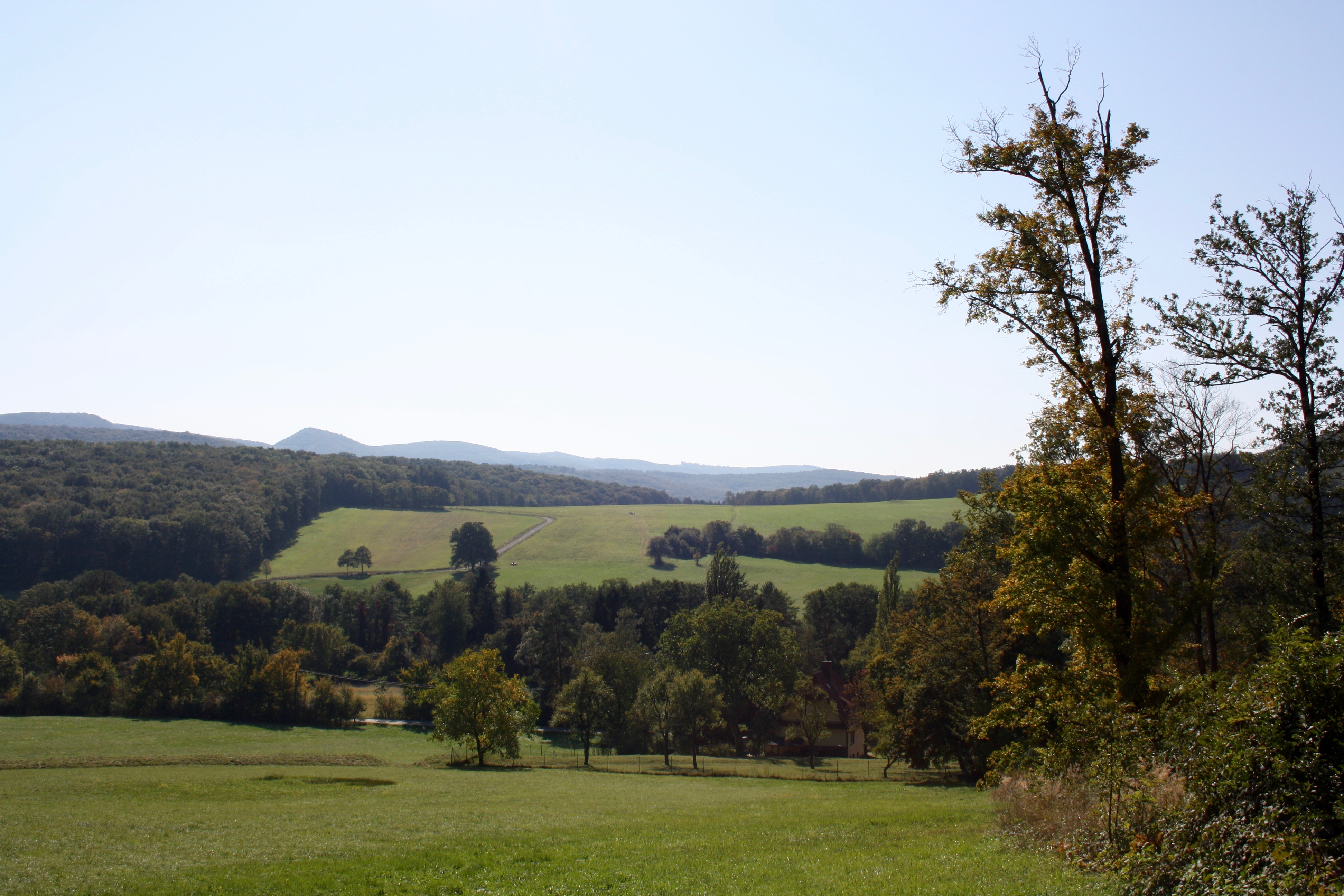
Blick von der Jägerwiese

Der Gütenbach zählt zu den naturnächsten Bächen in Wien. An seinen Ufern wächst annähernd durchgehend ein Streifen Auwald, der von Schwarz-Erlen geprägt ist. Auf der Dianawiese gedeihen am Bachufer Eschen und markante alte Hainbuchen. Die Kaltbründlwiese weist mehrere Quellaustritte auf, die von Simsen-Fluren, Schilfröhrichten und Pfeifengraswiesen begleitete Gräben speisen. Im Kalksburger Gütenbachtal gibt es mehrere Magerwiesen, darunter die weitläufige Eichwiese. Zudem werden hier 6 ha Land ackerbaulich genutzt.
Im Gütenbachtal in Kalksburg wachsen zahlreiche Pflanzenarten, die laut Wiener Naturschutzgesetz streng geschützt sind:
- Klein-Hundswurz (Anacamptis morio)
- Waldsteppen-Windröschen (Anemone sylvestris)
- Eigentliche Schwärzlich-Flockenblume (Centaurea nigrescens subsp. nigrescens)
- Breitblatt-Waldvöglein (Cephalanthera damasonium)
- Krummkelch-Weißdorn (Crataegus rhipidophylla)
- Eigentliche Fleisch-Fingerwurz (Dactylorhiza incarnata ssp. incarnata)
- Flecken-Fingerwurz (Dactylorhiza maculata)
- Breitblatt-Fingerwurz (Dactylorhiza majalis)
- Feuchtwiesen-Pracht-Nelke (Dianthus superbus subsp. superbus); wienweit einziges Vorkommen
- Österreich-Kranzenzian (Gentianella austriaca)
- Gnadenkraut (Gratiola officinalis)
- Groß-Zweiblatt (Listera ovata)
- Blasser Pyrenäen-Schaftmilchstern (Loncomelos pyrenaicus subsp. sphaerocarpus)
- Bunt-Perlgras (Melica picta)
- Schopf-Traubenhyazinthe (Muscari comosum)
- Vogel-Nestwurz (Neottia nidus-avis)
- Natternzunge (Ophioglossum vulgatum)
- Weiß-Waldhyazinthe (Platanthera bifolia)
- Süd-Lungenkraut (Pulmonaria australis); österreichweit einziges Vorkommen
- Groß-Wiesenknopf (Sanguisorba officinalis)
- Moor-Blaugras (Sesleria uliginosa)
- Artengruppe Sumpf-Löwenzahn (Taraxacum palustre agg.)
- Mittel-Leinblatt (Thesium linophyllon)
- Europa-Trollblume (Trollius europaeus)
- Silber-Rohrkolben (Typha shuttleworthii); wienweit einziges Vorkommen
- Weiß-Germer (Veratrum album)[9]

Im Lainzer Tiergarten gedeihen außerdem das Purpur-Waldvöglein (Cephalanthera rubra) im Gütenbachgraben und die Gras-Schwertlilie (Iris graminea) auf der Gütenbachwiese.
Zur Vogelwelt im Kalksburger Gütenbachtal gehören folgende Arten:
- Feldlerche (Alauda arvensis)
- Wachtelkönig (Crex crex)
- Wachtel (Coturnix coturnix)
- Goldammer (Emberiza citrinella)
- Wendehals (Jynx torquilla)
- Neuntöter (Lanius collurio)
- Raubwürger (Lanius excubitor)
- Feldschwirl (Locustella naevia)
- Wespenbussard (Pernis apivorus)
- Gartenrotschwanz (Phoenicurus phoenicurus)
- Grauspecht (Picus canus)
- Star (Sturnus vulgaris)
- Wiedehopf (Upupa epops)[11]

Davon sind Feldlerche und Feldschwirl auch im Gütenbachtal im Lainzer Tiergarten zu finden.
Im Gütenbachtal in Kalksburg leben die Fledermaus-Arten Nymphenfledermaus (Myotis alcathoe), Bechsteinfledermaus (Myotis bechsteinii), Abendsegler (Nyctalus noctula), Zwergfledermaus (Pipistrellus pipistrellus) und Zweifarbfledermaus (Vespertilio murinus). Zu den hier heimischen Amphibien gehören die Gelbbauchunke (Bombina variegata), die Erdkröte (Bufo bufo), der Laubfrosch (Hyla arborea) und der Grasfrosch (Rana temporaria). An Schlangen sind die Schlingnatter (Coronella austriaca) und die Äskulapnatter (Zamenis longissimus) zu finden. Zu den Heuschrecken im Kalksburger Gütenbachtal zählen die Große Plumpschrecke (Isophya modestior), die Wanstschrecke (Polysarcus denticauda), die Südliche Strauchschrecke (Pholidoptera fallax) und die Maulwurfsgrille (Gryllotalpa gryllotalpa).
Der Gütenbach im Lainzer Tiergarten ist ein Lebensraum für die Libellen-Arten Große Quelljungfer (Cordulegaster heros) und Gestreifte Quelljungfer (Cordulegaster bidentata). Bei einer Untersuchung Mitte der 1980er Jahre wurden Steinkrebse (Austropotamobius torrentium) sowie die Fischarten Bachforelle, Elritze, Bachschmerle und Koppe im Bach nachgewiesen.

## Brücken

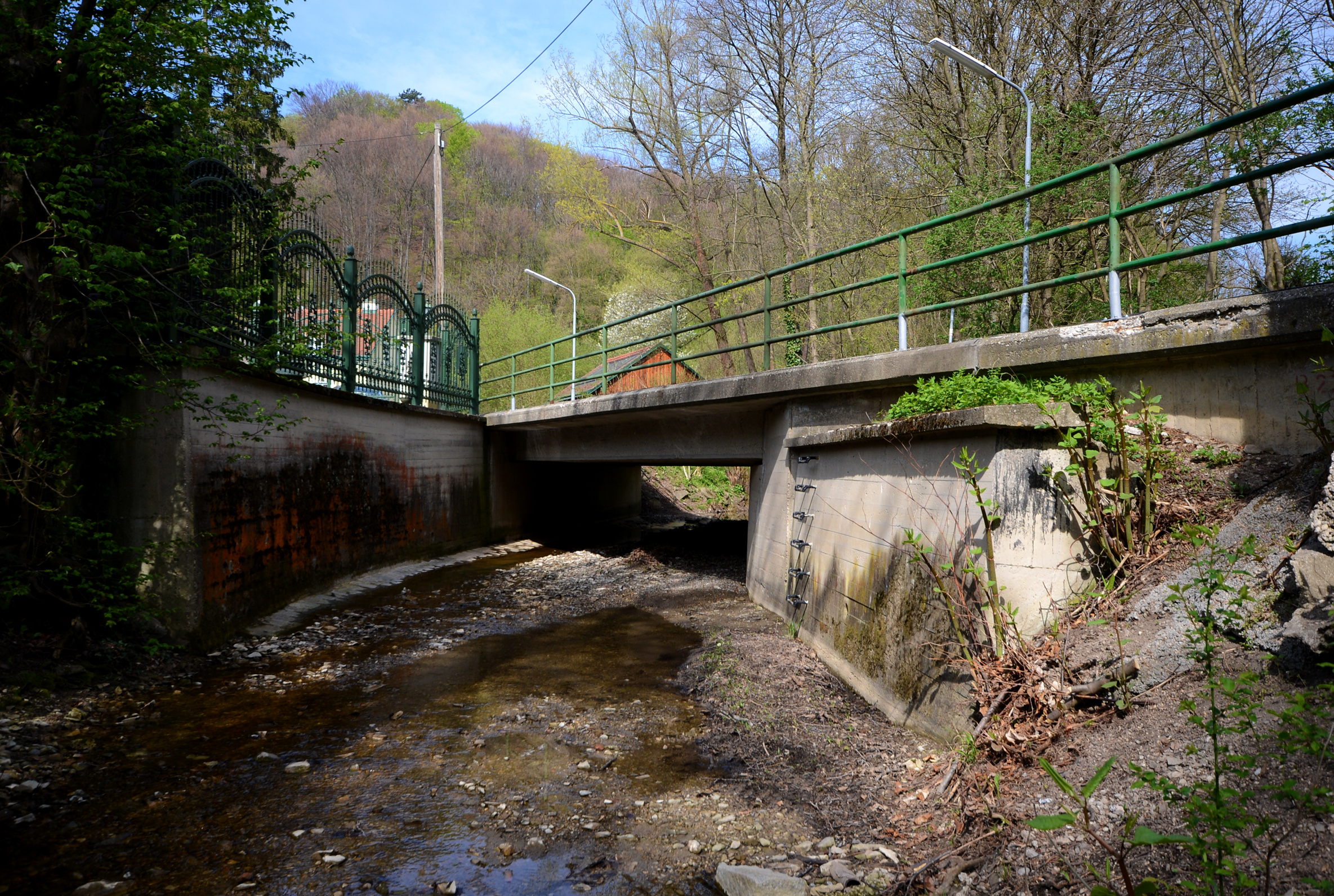
Jägerwegbrücke über den Gütenbach

Der Gütenbach wird von folgenden Brücken gequert, gereiht in Fließrichtung:
- Sailergrabenbrücke bei der Dianawiese: Die 8 m lange und 5 m breite Straßenbrücke der Hirschgstemmstraße wurde 1940 erbaut.
- Elisabethbrücke: Die 6 m lange und 6 m breite Stahlbeton-Straßenbrücke des Schlossergassls wurde 1940 erbaut.
- Gütenbachbrücke I: Die 3 m lange und 5 m breite Stahlbeton-Straßenbrücke der Gütenbachstraße wurde 1940 erbaut.
- Gütenbachbrücke II: Die 5 m lange und 5 m breite Stahlbeton-Straßenbrücke der Gütenbachstraße wurde 1940 erbaut.
- Gütenbachsteg: Die 4 m lange und 2 m breite Fußgeherbrücke aus Holz wurde 2001 erbaut.
- Gütenbachtorbrücke: Die 8 m lange und 6 m breite Stahlbeton-Straßenbrücke beim Gütenbachtor des Lainzer Tiergartens wurde 1960 erbaut.
- Pfaffenspitzbrücke beim Wirtshaus Jägerhaus: Die 6 m lange und 4 m breite Straßenbrücke aus Stahlbeton wurde 1959 erbaut.
- Jägerwegbrücke: Die 11 m lange und 6 m breite Stahlbeton-Straßenbrücke der Jägerweggasse wurde 1957 erbaut.
- Gütenbachbrücke: Die 10 m lange und 13 m breite Stahlbeton-Straßenbrücke der Breitenfurter Straße wurde 1946 erbaut.[20]